# Bahadur Szah II
Bahadur Szah II (ur. 24 października 1775, zm. 7 grudnia 1862 w Rangunie) – ostatni cesarz Mogołów, panował w Indiach w latach 1837–1858, był synem Akbar Szaha II.
Bahadur Szah II był ostatnim cesarzem Indii z dynastii Wielkich Mogołów. Po śmierci swojego ojca został osadzony na tronie w Delhi przez Brytyjczyków. Nie sprawował realnej władzy. Pisał poezję, wspierał finansowo poetów i pisarzy. Bahadur Szah II stał się mimowolnym symbolem dążeń Hindusów do niepodległości. Wzniecili oni w 1857 r. powstanie przeciwko Brytyjczykom. W następnym roku Bahadur Szah II został obalony, aresztowany i zesłany do stolicy Birmy – Rangunu. Jego synów zamordowali Brytyjczycy.